# Vincent Corjanus
Vincent Corjanus (Zwolle, 1995) is een Nederlandse dichter, singer-songwriter, zanger en journalist.
In 2012 werd zijn eerste dichtbundel 'Woorden wonen in huizen' uitgebracht. Hij was toen zestien jaar. Niet lang na de release van de bundel droeg Frank Boeijen in de Stadsgehoorzaal van Kampen het gedicht 'Wonder' van hem voor. In de jaren daarna verscheen er nog een aantal boeken. Niet alleen regionaal was er aandacht voor het werk van Corjanus. Zijn gedichten waren te horen tijdens de Staat van Stasse op NPO Radio 2 en bij Eva Koreman op NPO 3FM. De teksten van Corjanus gaan over reizen, liefde, tijd en vergankelijkheid. De fundering van de muzikale ambities van Corjanus werd gelegd in 2013 met 'Woorden Van Een Oude Liefde' waarvoor het gelegenheidsduo Peterson & Corjanus werd opgericht. De single flopte aanvankelijk, het duo trad slechts twee keer op. Het zou vier jaar duren voordat Corjanus weer muziek durfde te maken.
In 2017 kwam zijn eerste solosingle 'Dromen Schilderen' uit. Ook verscheen dat jaar het boek 'Regenboogbloemen'. Volgens de dichter zelf, is het zijn hippiebundel. Een vrolijker geluid dan voorheen. 
Corjanus kreeg bescheiden bekendheid met de single 'Loraine' in 2020. Het lied werd gepresenteerd bij het landelijke initiatief Cultuur In Actie. Vanaf eind 2020 presenteert Corjanus zich als een maker van poëziepop. De in oktober 2020 verschenen EP 'Melodramatische Liedjes Voor Een Weergaloze Herfst' werd tevens goed ontvangen in de media en op diverse lokale radiostations. De in 2021 verschenen single 'Samen' bereikte plek 1 in de 2 minuten Show Toplijst van week 10 op Pinguin Radio. 

## Poetry & Musica tot Drama & Avontuur
Naast het schrijven van boeken treedt Corjanus regelmatig op. In 2018 begon hij met zijn 'Poetry en Musica Tour' langs bibliotheken en theaters in Nederland en België. Een vervolg kwam er met 'De Hartenwacht Tour' die werd afgetrapt in het Tromptheater in Leeuwarden. Hoewel de 'Rock-'n-Roll Poetry succesvol van start ging, werd de tour gestaakt door de eerste lockdown tijdens de coronapandemie. Pas een jaar later trapte de zanger zijn nieuwe tour '10 jaar Vincent Corjanus | Drama & Avontuur | Jubileumtour' af in de bibliotheek van Nijkerk. Op 29 oktober 2021 kwam de nieuwe cd 'Drama & Avontuur' uit. De jubileumtour werd afgesloten in november 2022 in Hasselt.

## Lichtbreuk
Na een optreden op Eurosonic Noorderslag, verscheen op 28 januari het nieuwe project 'Lichtbreuk', een cd en een boek. Het eerste exemplaar werd overhandigd aan de Zwolse wethouder Monique Schuttenbeld. 'Lichtbreuk' kreeg lovende recensies. Volgens Written in Music, is het zijn beste album tot nu toe. Op 'Lichtbreuk' staan onder andere de singles 'Zomer Op Terschelling' en 'Tussen Alles En Niets'. De tour 'Vincent Corjanus speelt 'Lichtbreuk' begon in de bibliotheek van Amsterdam. Het werd de langste tour tot nu toe. Met optredens door heel Nederland. 

## Parijs
In 2024 besloot Corjanus een paar weken in Parijs te gaan wonen. Daar ontstond de nieuwe cd 'Een Melancholische Dans Door De Nacht'. Het album kreeg net als 'Lichtbreuk' goede recensies. De jonge zanger deed tevens een tour een langs de Waddeneilanden onder de noemer 'Melodramatische Liedjes Voor Een Weergaloze Zomer'.
Het album 'Een Melancholische Dans Door De Nacht' werd gepresenteerd in poppodium 't Ukien in Kampen. De cd was onder andere album van de maand op Radio Spannenburg.
Als journalist nam Corjanus een van de laatste interviews met dichter Jules Deelder af, daarnaast interviewde hij muzikanten als Barry Hay, Nits, Henk Westbroek, Ernst Jansz, Willem en Sef.

## Discografie
- 2013 - Woorden Van Een Oude Liefde  (single duo Peterson & Corjanus)
- 2017 - Dromen Schilderen (single)
- 2018 - Meer, Meer, Meer! (single)
- 2018 - Laten We Het Thuis Noemen (cd)
- 2019 - De Weg Naar Huis (single)
- 2019 - EP2 (EP)
- 2019 - Dansen (single)
- 2019 - Hotel Weemoed (single)
- 2020 - De Weg Naar Huis (cd)
- 2020 - Live Vanaf Het Bankstel (EP)
- 2020 - Loraine (single)
- 2020 - Melodramatische Liedjes Voor Een Weergaloze Herfst (EP)
- 2020 - Virus, Lockdown versie (single)
- 2021 - Samen (single met Anna Carlijn Nakken)
- 2021 - Vaarwel Boze Droom (single)
- 2021 - Alles Wat Ik Heb (single)
- 2021 - Drama & Avontuur (cd)
- 2022 - Geen Gevaar (single)
- 2022 - Tussen Alles En Niets (single)
- 2023 - Zomer Op Terschelling (single)
- 2023 - Lichtbreuk (cd)
- 2023 - Crisis Surprises (single)
- 2024 - Spiegelvrees (single)
- 2024 - Eeuwig Leven (single)
- 2024 - Een Melancholische Dans Door De Nacht (cd)
- 2025 - Mijn Dagen In Parijs (single)